# کیک سیب
کیک سیب یکی از انواع دسر است که مواد اصلی آن را سیب تشکیل می‌دهد. نوع سنتی آن حاوی انواع ادویه مانند، جوز هندی، دارچین بکار رود. در داخل آن نیز به همراه کره ممکن است انواع فندقی (میوه) مانند بادام و گردو بکار رود.